# Bataille de Gamenario
Guerre des Guelfes et des Gibelins
Batailles
1150 – 1200
- Vernavola (1154)
- Spolète (1155)
- Tortone (1155)
- Milan (1158)
- Siziano (1159)
- Crema (1159)
- Carcano (1160)
- Milan (1162)
- Prataporci (1167)
- Alexandrie (1174-1175)
- Legnano (1176)

1201 – 1250
- Calcinato (1201)
- Casei Gerola (1213)
- Cortenuova (1237)
- Brescia (1238)
- Faenza (1239)
- Giglio (1241)
- Viterbe (1243)
- Parme (1248)
- Fossalta (1249)
- Cingoli (1250)

1251 – 1300
- Bataille de Montebruno (1255)
- Cassano (1259)
- Montaperti (1260)
- Bénévent (1266)
- Tagliacozzo (1268)
- Colle (1269)
- Roccavione (1275)
- Desio (1277)
- Forlì (1282)
- Pieve al Toppo (1288)
- Campaldino (1289)

1301 – 1350
- Pavie (1302)
- La Lastra (1304)
- Milan (1311)
- Soncino (1312)
- Gaggiano (1313)
- Rho (1313)
- Ponte San Pietro (1313)
- Scrivia (1315)
- Montecatini (1315)
- Pavie (1315)
- Sestri (1318)
- Bardi (1321)
- Mirandola (1321)
- Gorgonzola (1323)
- Vaprio d'Adda (1324)
- Altopascio (1324)
- Zappolino (1325)
- San Felice (1332)
- San Quirico (1341)
- Gamenario (1345)

1351 – 1402
- Mirandola (1355)
- Casorate (1356)
- Solara (1356)
- Alexandrie (1391)
- Casalecchio (1402)

La Bataille de Gamenario, le  22 avril 1345, est un combat décisif entre le parti des Guelfes représenté par la maison capétienne d'Anjou-Sicile et celui des Gibelins c'est-à-dire les communes libres du Piémont et de Lombardie. La rencontre a lieu dans le nord-ouest de l'Italie dans le Piémont près de l'actuelle commune de Santena à environ 15 km de Turin.

## Contexte historique
La Maison capétienne d'Anjou-Sicile qui contrôlait également le comté de Provence avait étendu son influence au-delà des Alpes dans le Piémont méridional à partir de 1259, sous les règnes de Charles Ier d'Anjou et de son petit-fils le roi Robert Ier devenu Vicaire Pontifical qui avait pris le contrôle d'Asti en 1315. Au printemps 1344, la reine Jeanne Ire petite-fille et successeur de Robert Ier envoie son Sénéchal Reforce d'Agoult et une troupe de provençaux dans ses possessions du nord-ouest de l'Italie afin de mettre fin aux empiètement de Jean II, marquis de Montferrat, qui avait obtenu le titre de gouverneur de la riche cité d'Asti en 1339 après en avoir expulsé la famille guelfe des Solaro
Le même Jean II s'empare de Mondovì, Cherasco, Savillan, chasse les  Falletti d'Alba qui était considérée comme la « capitale »  des Anjous en Piémont et ensuite
prend Chieri, principale forteresse des possessions angevines dans le Piémont.

## Les combats
Reforce d'Agoult conquiert Verzuolo le 13 mai 1344 après 19 jours de siège. L'année suivante il reprend Alba et assiège Gamenario, un château situé dans les environs de Santena et détruit au XIXe siècle. Les Gibelins lombards  forment une alliance anti-angevine, et choisissent  Jean II de Montferrat comme chef. Le 22 avril, il rencontre  Reforce d'Agoult et le combat commence. L'engagement est bref mais sanglant. Au début incertain, il tourne à la victoire des Gibelins, qui libèrent la forteresse assiégée et inflige une sanglante défaite, 30 000 morts selon le sources contemporaines, qui met fin à  l'influence angevine dans le Piémont. Afin de célébrer cette victoire , Jean II bâtit une nouvelle église à Asti en l'honneur de Saint George, dont c'était la fête le jour de la bataille. 
Par la suite le  Piémont est partagé entre les vainqueurs. Jean II reçoit Alba, Acqui Terme, Ivrée, et Valenza. Luchino Visconti seigneur de Milan prend Alexandrie et la  maison de Savoie allié des Paléologues de Montferrat recoit Chieri. Les Angevins perdent définitivement le contrôle de la région et ensuite de nombreuses cités même en France se déclarent également indépendantes. La défaite des Angevins est également la défaite de leur parti représenté par Manfred V de Saluces et la guerre civile qui déchirait le marquisat de Saluces se termine après Gamenario le 6 septembre 1346.

## Littérature
Le combat laisse un souvenir si épique qu'il devient le sujet d'un poème en vieux français de 692 vers octosyllabiques à rimes plates, composé peu après l'événement à la cour de Montferrat et qui est considérée comme la dernière chanson de geste française

## Sources
- (it) Cet article est partiellement ou en totalité issu de l’article de Wikipédia en italien intitulé « Battaglia di Gamenario » (voir la liste des auteurs).